# Alexander Borissowitsch Totoonow

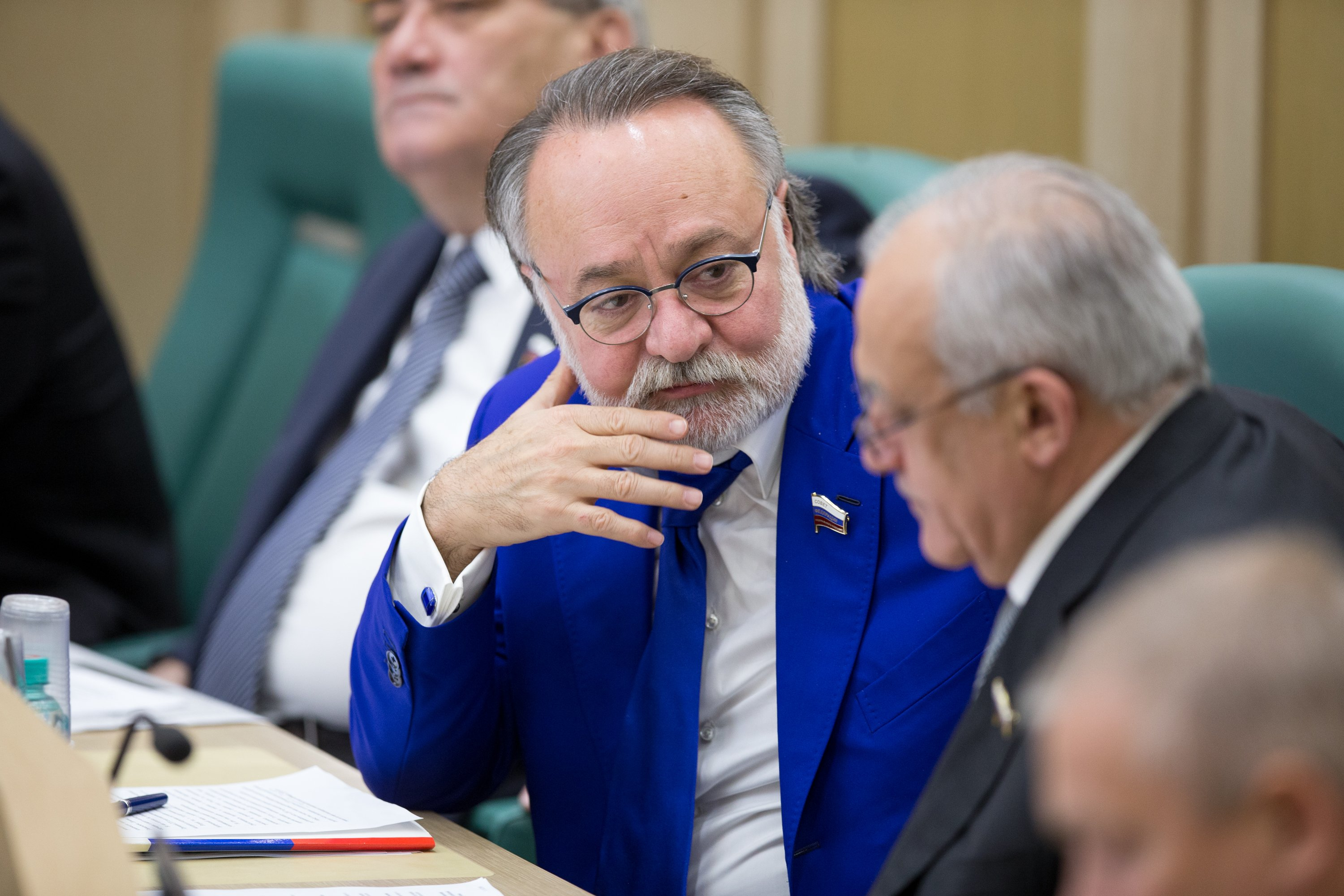
Alexander Borissowitsch Totoonow, 2016

Alexander Borissowitsch Totoonow (russisch Александр Борисович Тотоонов; * 3. April 1957 in Ordschonikidse) ist ein russischer Politiker.

## Biographie
1979 beendete er ein Philologie-Studium an der Nordossetischen Staatlichen Universität. 1998 promovierte er an der Lomonossow-Universität zum Dr. oec. 2005 wurde er stellvertretender Ministerpräsident von Nordossetien-Alanien und zum bevollmächtigten Vertreter des Präsidenten der Republik der Russischen Föderation ernannt.
Seit 2012 gehört Tatoonow dem Föderationsrat an.
Wegen der völkerrechtswidrigen Annexion der Krim durch Russland befindet sich Tatoonow seit März 2014 auf der Sanktionsliste der EU. Ebenso wurde er auf eine Sanktionsliste der Vereinigten Staaten gesetzt.
Im Februar 2018 wurde er zum ersten stellvertretenden Vorsitzenden des Parlaments von Nordossetien-Alanien gewählt. Ein Jahr später wurde er zum Leiter des ossetischen Gemeinde von Moskau.